# 白色电话
白色电话（意大利語：Telefoni Bianchi）是意大利电影界于1930和1940年代出品的一类电影，该类电影模仿同一时期的美国喜剧片。意大利喜剧电影在1930年代初期取得的成功是白色电话电影诞生的基础；白色电话电影是1930年代早期意大利喜剧电影的變種，它主要去除了后者隐含的社会批判成分。